# Chris Helbig
Chris Helbig (Thornton, 21 agosto 1997) è un giocatore di football americano statunitense, che gioca come quarterback per i Madrid Bravos.